# Лекмаш
Лекмаш — река в России, течёт по территории Вилегодского района Архангельской области. Устье реки находится в 29 км по левому берегу реки Пыелы на высоте 88 м над уровнем моря. Длина реки составляет 21 км.
В 10 км от устья, по левому берегу реки впадает река Прихожая.

## Данные водного реестра
По данным государственного водного реестра России относится к Двинско-Печорскому бассейновому округу, водохозяйственный участок реки — Вычегда от города Сыктывкар и до устья, речной подбассейн реки — Вычегда. Речной бассейн реки — Северная Двина.
Код объекта в государственном водном реестре — 03020200212103000024792.